# Gentianopsis thermalis
Gentianopsis thermalis är en gentianaväxtart som först beskrevs av Carl Ernst Otto Kuntze, och fick sitt nu gällande namn av Hugh Hellmut Iltis. Gentianopsis thermalis ingår i släktet strandgentianor, och familjen gentianaväxter. Inga underarter finns listade i Catalogue of Life.